# Australischer Baumfalke
Der Australische Baumfalke (Falco longipennis ) ist eine Art der Falken, die von den Kleinen Sundainseln bis nach Australien vorkommt. Das australische Festland stellt den Verbreitungsschwerpunkt für diese Art dar. Der Australische Baumfalke ist eng verwandt mit dem Malaien-Baumfalken.
Die Bestandssituation des Australischen Baumfalken wird mit ungefährdet (least concern) angegeben. Es werden drei Unterarten unterschieden.

## Erscheinungsbild

### Körperbau

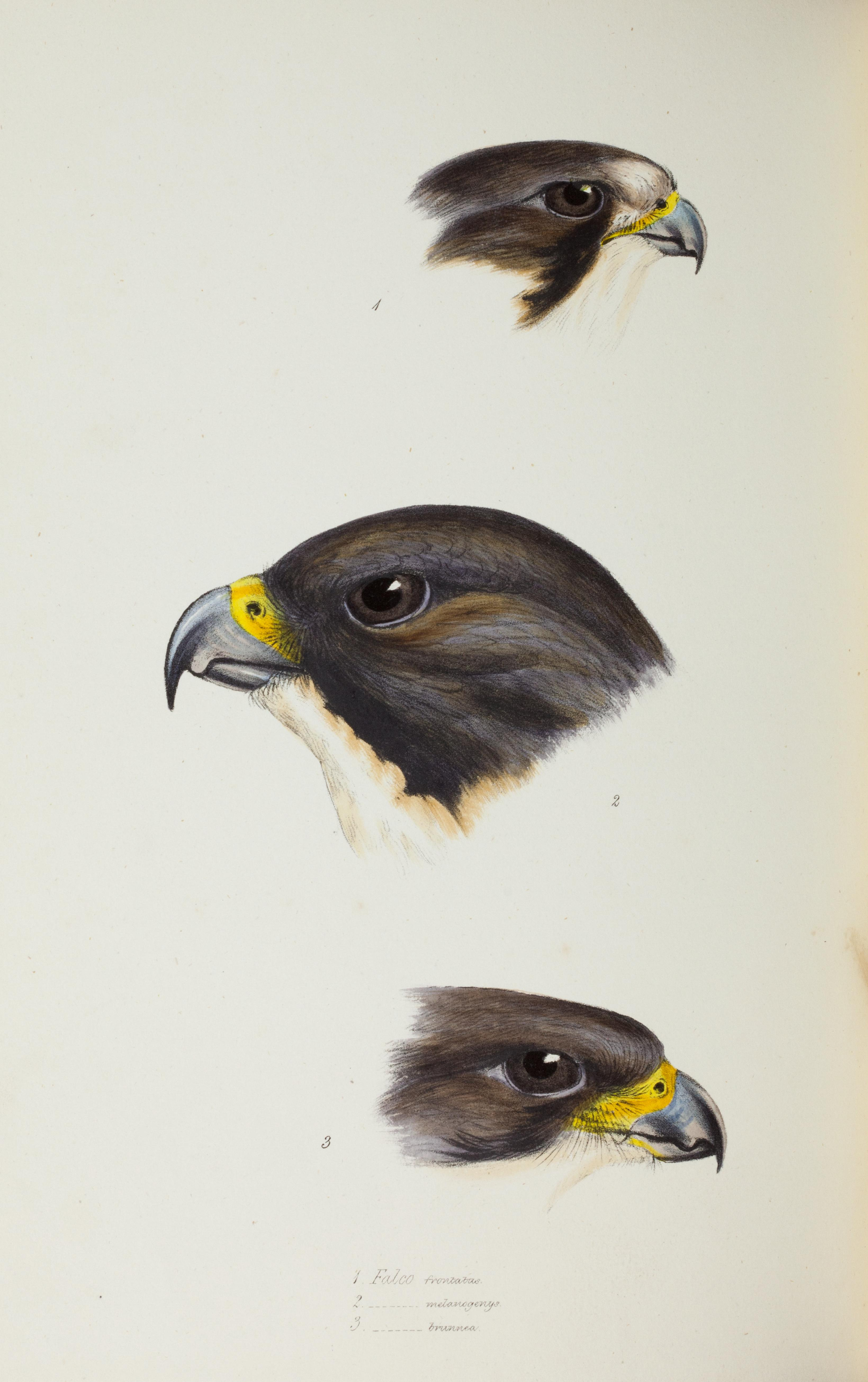
Kopf des Australischen Baumfalken

Der Australische Baumfalke erreicht eine Körperlänge von 30 bis 36 Zentimetern, wovon 11,4 bis 14,7 Zentimeter auf den Schwanz entfallen. Der Flügel misst 24,1 bis 27,2 Zentimeter. Die Schnabellänge beträgt 1,3 bis 1,6 Zentimeter. Die Männchen wiegen zwischen 132 und 280 Gramm, die Weibchen zwischen 190 und 365 Gramm. Abgesehen von dem Größenunterschied besteht kein auffälliger Geschlechtsdimorphismus. Die Augen sind im Vergleich zur Kopfgröße groß und erlauben ihm, noch bei Lichtverhältnissen von zwei Lux zu jagen.

### Adulte Vögel
Der Scheitel, die Nackenmitte, die Wangen, die Ohrdecken und ein schmaler Bartstreif sind schwärzlich. Die Zügel, ein kurzer Überaugenstreif, das Kinn, die Kehle, der vordere Hals und die vordere Brust sind weißlich bis cremefarben. Am hinteren Hals befindet sich ein weißer Halbring, der an den Nackenseiten in rotbraunen Flecken endet. Die übrige Körperoberseite ist schwarzgrau. Das ebenso gefärbte Schwanzgefieder hat sehr feine weiße Federspitzen.
Die untere Brust und der Bauch sind rotbraun. Der Bürzel und die Unterschwanzdecken sind cremefarben. Schwarze Längsstrichel finden sich auf dem vorderen Hals, der Brust und den Unterschwanzdecken. Die Flanken sind schwarz quergestreift. Der Schnabel ist blaugrau mit einer schwarzen Schnabelspitze. Die Wachshaut ist wie die Beine und Füße blassgelb. Der Augenring ist blaugrau, die Iris ist dunkelbraun.

### Jungvögel
Jungvögel sind etwas dunkler und bräunlicher als adulte Vögel. Der Überaugenstreif und die Zügel sind rotbraun, der Scheitel ist rotbraun gefleckt. Die beiden rotbraunen Flecken auf den Nackenseiten sind ausgeprägter rotbraun. Füße und Beine sind matter gefärbt als bei den adulten Vögeln.

## Verwechslungsmöglichkeiten
Der Australische Baumfalke kann am ehesten mit dem Wanderfalken verwechselt werden. Eine Verwechslungsmöglichkeit besteht auch mit dem Silberfalken, der ebenfalls auf dem australischen Festland vorkommt. Bei schlechten Lichtverhältnissen kann der Australische Baumfalke auch mit dem Graubartfalken verwechselt werden, der von vergleichbarer Körpergröße ist und ähnliche Proportionen hat. Die Flügel sind allerdings kürzer und breiter.

## Verbreitungsgebiet

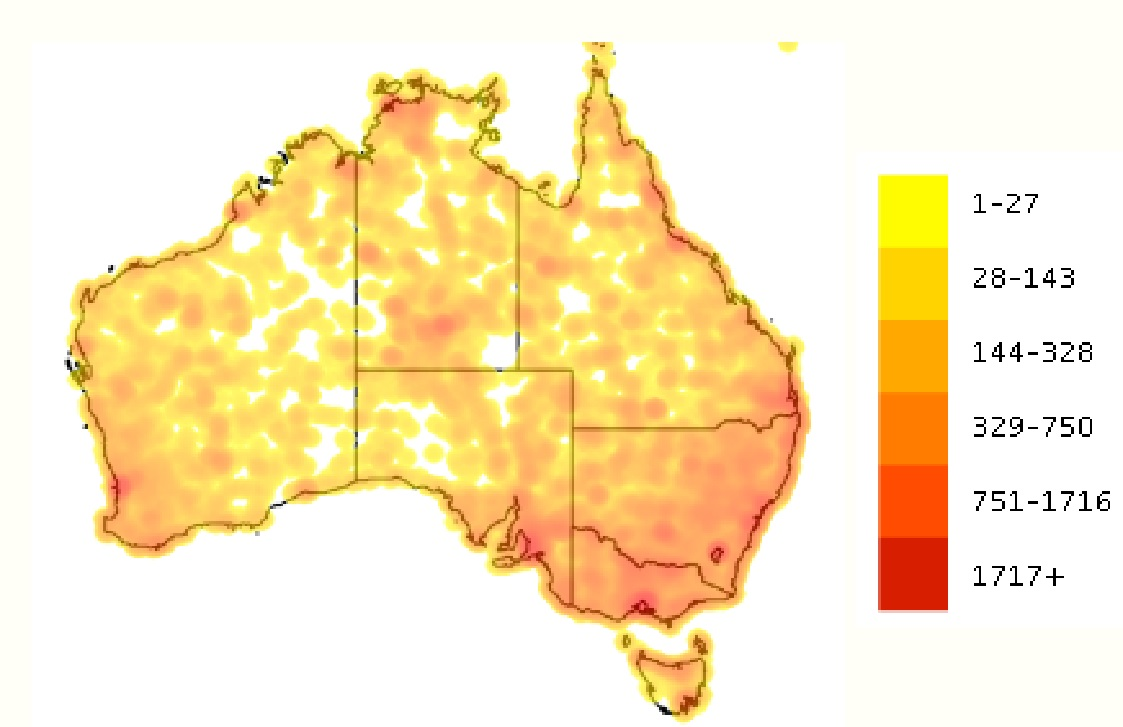
Vorkommen des Australischen Baumfalken auf dem australischen Festland. Je dunkler die Farben, desto häufiger kommt diese Art in der Region vor

Der Australische Baumfalke ist ein auf dem australischen Festland weit verbreiteter Vogel. Er kommt lediglich in den ariden und baumlosen Regionen im Westen von Queensland, in der Nullarbor-Ebene, der Großen Victoria-Wüste, der Gibsonwüste, der Großen Sandwüste und der Simpsonwüste nicht vor. Seine größte Dichte erreicht er in der australischen Mallee.
Auf Tasmanien ist er selten. Im Süden Neuguineas, auf Neubritannien, den Molukken und den Kleinen Sundainseln ist er ein seltener und in der Regel nicht dort brütender Gast. Auf Tasmanien ist er überwiegend im Sommerhalbjahr anzutreffen und ist dann im Norden der Insel häufiger als im Süden. Besonders zahlreich waren Australische Baumfalken auf Tasmanien während der langen australischen Dürre im Jahre 1983. Neben Tasmanien ist der Australische Baumfalke gelegentlich auch auf Flinders Island zu beobachten, der größten Insel der Furneaux-Gruppe am östlichen Ende der Bass-Straße zwischen Tasmanien und dem australischen Festland.
Der Australische Baumfalke ist ein Teilzieher. Standvögel finden sich vor allem in den semiariden und ariden Regionen, aber auch in den Atherton Tablelands und den Küstenregionen. Vor allem die Populationen im Süden Australiens wandern während des Winterhalbjahrs in Regionen ab, in denen das Nahrungsangebot reichlicher ist.

## Lebensraum
Der Australische Baumfalke kommt in der tropischen und gemäßigten Klimazone Australiens vor und besiedelt überwiegend lichte Wälder und schütter baumbestandene offene Landschaften. Sein Lebensraum erstreckt sich bis in die ariden Regionen des australischen Festlands, solange sie einigen Baumbestand aufweisen. Er ist dort gewöhnlich in der Nähe von Wasserstellen mit einigem Baumbestand anzutreffen. Am häufigsten ist dieser Falke jedoch in schütteren Wäldern oder in Regionen mit einem engmaschigen Mosaik aus unbewaldeten und bewaldeten Flächen. Häufig hält er sich in der Nähe von Wasserläufen auf. Er meidet dagegen dichte Wälder, kommt aber in deren Randzonen entlang von Wasserläufen und Straßen vor. Er besiedelt auch Heiden, Feuchtgebiete, Weideland, Weingärten und subalpine Matten. Er ist überwiegend in den Tiefebenen und Vorgebirgen anzutreffen, einige Individuen wandern in den warmen Monaten jedoch auch ins Hochland ab. Er kommt auch in städtischen Raum vor.

## Lebensweise und Nahrung

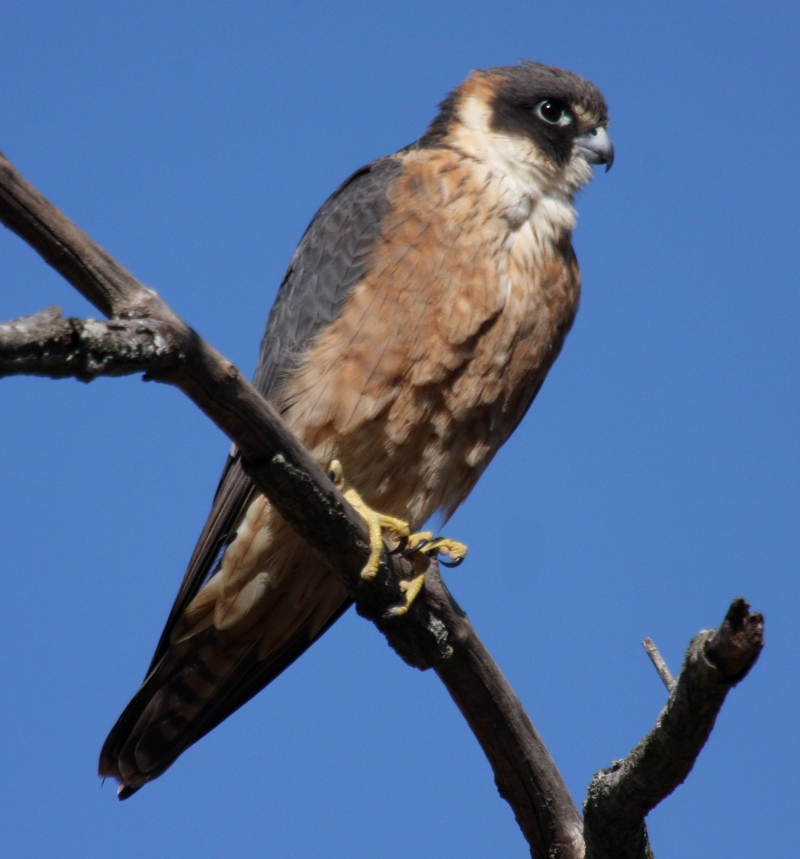
Australischer Baumfalke

Der Australische Baumfalke lebt einzelgängerisch und jagt bevorzugt in der Abend- und Morgendämmerung. Er nutzt gelegentlich aber auch das Licht von Straßenlaternen und fängt in den Nachtstunden Insekten. Häufig sitzt er auf Ansitzwarten hoch in Bäumen. Er frisst überwiegend Vögel mit einem Körpergewicht von weniger als 75 Gramm, Beutetiere mit einem Gewicht von bis zu 350 Gramm wurden aber auch bereits nachgewiesen. Gelegentlich schlägt er auch kleine Säugetiere und er frisst außerdem Insekten.
Zu den typischen Beutetieren zählen Sperlinge, Stadttauben, Wellensittiche, Laufhühnchen, Erdwachteln, Zwergsumpfhühner, Regenpfeifer, Schnepfen, die in Australien eingeführte Perlhalstaube, Lachtaube, Friedenstäubchen, verschiedene Sitticharten wie beispielsweise den Rosellasittich und den Barnardsittich und Finken.
Während der Jagd fliegt der Australische Baumfalke häufig knapp oberhalb des Bodens, der Baumwipfel oder Hausdächer (sogenannter Konturflug). Er ist außerdem ein Ansitzjäger, der von einer hohen Warte aus auf Beutetiere lauert, die er dann in schnellem Flug fängt. Fliegende Vögel schlägt er häufig, in dem er sie unterfliegt, sich dann auf den Rücken dreht und mit seinen Fängen greift. Vögel, die er von oben greift, tötet er häufig durch einen Biss in den Nacken. Der Biss erfolgt regelmäßig noch im Flug. Er fliegt dann mit dem Beutetier auf eine Ansitzwarte, wo er seine Beute rupft.
Gelegentlich stiehlt der Australische Baumfalke auch Beutetiere, die andere Greifvogelarten wie Bänderhabicht oder Habichtfalke geschlagen haben.

## Fortpflanzung
Die Fortpflanzungsbiologie des Australischen Baumfalkens ist noch nicht abschließend untersucht. Die Brutzeit fällt grundsätzlich in den Frühling und Sommer. Das Brutpaar verteidigt in dieser Zeit ein Brutrevier.
Der Australische Baumfalke baut kein eigenes Nest, sondern nutzt die anderer Vogelarten. Dabei handelt es sich häufig um die Nester von Raben und Krähen, aber auch die von Keilschwanzmilan, Kaninchenadler und Flötenvogel. Es werden die Nester präferiert, die am höchsten liegen. Das Gelege besteht aus zwei bis vier Eier. Das Weibchen legt die einzelnen Eier in einem Abstand von 48 Stunden. Es wird in jeder Brutsaison nur ein Gelege großgezogen. Die Brut beginnt, wenn das Gelege fast oder gänzlich fertig ist. Die Nestlinge schlüpfen entsprechend weitgehend synchron. Beide Elternvögel brüten, das Weibchen hat jedoch den größeren Anteil am Brutgeschäft. Über die Dauer der Brutzeit besteht bislang noch keine Gewissheit; generell liegt die Brutzeit wohl zwischen 28 und 35 Tagen.
Nach dem Schlupf der Nestlinge fressen die Elternvögel die Eierschalen oder tragen sie aus dem Nest. Die Nestlingszeit beträgt 34 bis 35 Tage. Die Nestlinge wiegen beim Schlupf etwa 25 Gramm und haben vier Wochen später etwa ein Gewicht von 250 bis 315 Gramm erreicht. Flügge werden sie, wenn sie etwa ein Lebensalter von etwa fünf Wochen erreicht haben. Sie fliegen jedoch gelegentlich früher aus, wenn sie am Nest gestört worden sind. Sie sind dazu ab einem Alter von etwa 28 Tagen in der Lage. Die Jungvögel sind etwa weitere 12 Wochen darauf angewiesen, ganz oder teilweise von den Elternvögel mit Futter versorgt zu werden. Sie werden zunächst in Nestnähe von den Elternvögeln gefüttert. Etwa eine Woche nachdem sie das Nest verlassen haben, fliegen sie den Elternvögel entgegen und nehmen ihnen die Beutetiere in der Luft ab.